# Eotetranychus rosae
Eotetranychus rosae är en spindeldjursart som beskrevs av Wang och Ma 1992. Eotetranychus rosae ingår i släktet Eotetranychus och familjen Tetranychidae. Inga underarter finns listade i Catalogue of Life.